# ATP5O
ATP5O‏ (ATP synthase peripheral stalk subunit OSCP) هوَ بروتين يُشَفر بواسطة جين ATP5O في الإنسان.